# هانك هيرينغ
هانك هيرينغ (بالإنجليزية: Hank Herring)‏ (19 يونيو 1922 – 18 مايو 1999) هو ملاكم أمريكي راحل، مثّل بلاده في الألعاب الأولمبية الصيفية 1948.

## روابط خارجية
هانك هيرينغ على موقع بوكس ريك (الإنجليزية) (registration required)
- هانك هيرينغ على موقع أوليمبيديا (الإنجليزية)